# 不信者
不信者，或異教徒（英語：Infidel，字面意“不信者”）為基督教或伊斯蘭教對無宗教或異教人士的稱呼。在一神教世界通常為罵人詞彙。不過某些伊斯兰教学者认为伊斯蘭教中引用“異教徒”一詞為中性詞，泛指有不同信仰的人，不過一般不信教者都統稱為卡菲勒。

## 基督教
歷史上，稱脫離正統基督教思想的教會團體為「異端」，而基督教以外的宗教團體或人士則為異教徒。他們還定義否認基督教或基督教聖經的人為異教徒。如果懷疑論者所追求的證據，是用來滿足自己相對於基督教的信仰，則可能不被視為異教徒。這個詞的定義擴大至包括其他懷疑論者如：
- 自然神論，相信神的定義是符合了“原動力”，但沒有超出這一行為。
- 無神論，不相信神的存在。
- 懷疑論，只相信有充分證據的事情，有些會對宗教的基本原則（如天啟、天命和神示等）作出質疑。
- 不可知論，不聲稱知道神的存在與否。

在《新約聖經》中，提倡相信神（或稱上帝、天主）的好處：
|                             | 人非有信，就不能得神的喜悅；因為到 神面前來的人，必須信有 神，且信祂賞賜那尋求祂的人。 |
| ——希伯來書11章6節（和合本） |                                                                                        |

|                             | 沒有信德，是不可能中悅天主的，因為凡接近天主的人，應該信他存在，且信他對尋求他的人是賞報者。 |
| ——希伯來書11章6節（思高本） |                                                                                              |

《約翰福音》（或稱若望福音）則稱不相信聖子耶穌，就失去永生的機會：
|                             | 信祂的人不被定罪，不信的人罪已經定了，因為他不信神獨生子的名。 |
| ——約翰福音3章18節（和合本） |                                                                |

|                             | 那信從他的，不受審判；那不信的，已受了審判，因為他沒有信從天主獨生子的名字。 |
| ——若望福音3章18節（思高本） |                                                                              |

|                             | 信子的人有永生，不信子的人得不著永生，神的震怒常在他身上。 |
| ——約翰福音3章36節（和合本） |                                                            |

|                             | 那信從子的，便有永生；那不信從子的，不但不會見到生命，反有天主的義怒常在他身上。 |
| ——若望福音3章36節（思高本） |                                                                                  |

## 伊斯蘭教
在希吉拉（622年）之前的時期，即《古蘭經》中「麥加篇章」降示的時期，由於麥加的穆斯林勢孤力薄，所以當時降示的經文主張穆斯林對非穆斯林忍讓。
穆罕默德與追隨者在622年遷到麥地那後，穆斯林的勢力逐漸壯大，這時期降示的《古蘭經》經文被稱為「麥地那篇章」，隨著穆斯林的軍事力量越來越強大，降示的經文對非穆斯林越不友善：
|                       | 在真主看來，最劣等的動物確是不信道的人，他們是不信道的。 |
| ——《古蘭經》第8章55節 |                                                          |

|                        | 信道的人們啊！你們不要以不同教的人為心腹，他們不遺餘力謀害你們，他們希望你們遭難，他們的口中已吐露怨恨，他們的胸中所隱諱的，尤為惡毒。我確已為你們闡明許多跡象，如果你們是能了解的。 |
| ——《古蘭經》第3章118節 | |

|                       | 信道的人們啊！你們不要以猶太教徒和基督教徒為盟友。他們各為其同教的盟友。你們中誰以他們為盟友，誰是他們的同教。真主必定不引導不義的民眾。 |
| ——《古蘭經》第5章51節 | |

|                       | 當抵抗不信真主和末日，不遵真主及其使者的戒律，不奉真教的人，即曾受天經的人，你們要與他們戰鬥，直到他們依照自己的能力，規規矩矩地交納丁稅。 |
| ——《古蘭經》第9章29節 | |

|                       | 先知啊！你當對不信道者和偽信者戰鬥並嚴厲地對待他們，他們的歸宿是火獄，那歸宿真惡劣！ |
| ——《古蘭經》第9章73節 |                                                                                      |

|                        | 信道的人們啊！你們要討伐鄰近你們的不信道者，使他們感覺到你們的嚴厲。你們知道，真主是和敬畏者在一起的。 |
| ——《古蘭經》第9章123節 | |

根據伊斯蘭教的「經文廢棄論」，如果《古蘭經》不同章節的經文有矛盾，則較後時間降示的經文取代較前者，因此解釋可能越發極端。